# Ud af det Blå
Ud af det Blå er det tredje studiealbum fra det danske band Vildnis. Det var det første album fra gruppen i otte år, og det blev udgivet den 15. april 2013. Det modtog tre ud af seks stjerner i musikmagasinet GAFFA og på Lydtapet.net.

## Spor
1. "Hva' Nu Hvis"
2. "Winnie"
3. "Hun Sagde"
4. "Osama"
5. "Masser Af Smøger"
6. "Ud Af Det Blå"
7. "19TVAvisen"
8. "Solen"
9. "Den Lige Vej"